# Herb powiatu nowosolskiego
Herb powiatu nowosolskiego – jeden z symboli powiatu nowosolskiego, ustanowiony 20 lutego 2002.

## Wygląd i symbolika
Herb przedstawia na tarczy dwudzielnej w słup w polu prawym złotym pół orła śląskiego, a w polu lewym błękitnym srebrną wstęgę falistą z lewa skos. Orzeł symbolizuje historyczna przynależność tej ziemi do Śląska właściwego, a wstęga rzekę Odrę przepływającą przez powiat.